# Перший уряд Олдржиха Черніка
Перший уряд Олдржиха Черніка існував у Чехословаччині з 8 квітня 1968 року до 31 грудня 1968 року.

## Діяльність
На тлі початку Празької весни президентом Чехословаччини був обраний Людвік Свобода, новим головою Центрального комітету Комуністичної партії Чехословаччини - Александр Дубчек. 4 квітня 1968 року з'явилася нова Програма дій Комуністичної партії Чехословаччини, у зв'язку з чим ЦК рекомендувала уряду Йозефа Ленарта піти у відставку. Сформувати новий уряд було доручено партійному технократу Олдржиху Черніку — палкому прихильнику реформ, колишньому міністру паливно-енергетичної промисловості та голові Держплану ЧССР. Президент затвердив склад першого уряду Черніка вже 8 квітня 1968 року.
Таким чином, єдиний створений під час Празької весни уряд було призначено вже тоді, коли процес демократизації у Чехословаччині вже був у розпалі. Пріоритетним завданням цього уряду було виконання нової Програми дій 5 квітня. Пункти цієї програми також були відображені в урядовій декларації Черніка, хоча й сформульовані лише в загальних рисах. Гарантією майбутніх суспільних змін має бути відповідальність влади перед Національними зборами. Суттєво новим в урядовій декларації було зобов’язання прагнути до рівності згідно із законом штату шляхом федералізації. Серед запланованих під час Празької весни це був ледь не єдиний важливий програмний пункт реформ, важливість реалізації якого проголошували вже після її придушення.
Після окупації 21 серпня 1968 р. членів уряду разом із іншими представниками політичного керівництва було вивезено до Радянського Союзу. Частина міністрів - зокрема міністр внутрішніх справ Йозеф Павел, віце-прем’єр-міністр Ота Шик та міністр закордонних справ Їржі Гаєк - були змушені вийти зі складу уряду. Сам же Чернік після свого повернення у зверненні до чеського народу пообіцяв продовжувати реформи, але при цьому закликав до співпраці з Радянським Союзом. Згодом наприкінці 1968 року він уже відмежувався від своєї попередньої підтримки реформ, щоб якийсь час очолювати уряд ще при новому керівнику партії - Густаву Гусаку. Таким чином, вже в період першого уряду Черніка почався період нормалізації, що тривав у Чехословаччині впродовж наступних десятиліть. Цього, втім, виявилося недостатньо — вже 28 січня 1970 року Черніка було усунено з посади прем'єр-міністра, а незабаром виключено з партії. Водночас Олдржих Чернік не потрапив у цілковиту опалу, діставши посаду заступника директора в одному із празьких академічних інститутів. Він намагався повернутися в політику ще на початку 1990-х після падіння комуністичного режиму.

## Склад
- Прем'єр-міністр: Олдржих Чернік

- Віце-прем'єр-міністри: Франтішек Хамуз, Петр Колотка, Густав Гусак, Любомир Штроугал, Ота Шик (до 3 вересня 1968 року)
- Міністр закордонних справ: Їржі Гаєк (до 19 вересня 1968 року), Олдржих Чернік (в.о. з 19 вересня 1968 року)
- Міністр національної оборони: Мартін Дзур
- Міністр внутрішніх справ: Йозеф Павел (до 31 серпня 1968 року), Ян Пелнар, з 31 серпня 1968 року
- Міністр транспорту: Франтішек Регак
- Міністр фінансів: Богуміл Сухарда
- Міністр шахт: Франтішек Пенц
- Міністр хімічної промисловості: Станіслав Разл
- Міністр внутрішньої торгівлі: Олдржих Павловський
- Міністр зовнішньої торгівлі: Вацлав Валеш
- Міністр культури та інформації: Мірослав Галушка
- Міністр освіти: Владімір Кадлец
- Міністр важкої промисловості: Йозеф Крейчі
- Міністр споживчої промисловості: Божена Махачова-Досталова
- Міністр сільського господарства та продовольства: Йозеф Борувка
- Міністр лісового та водного господарства: Юліус Ганус
- Міністр юстиції: Богуслав Кучера (ČSS)
- Міністр будівництва: Йозеф Трокань
- Міністр без портфелю: Міхал Штанцель (до 30 квітня 1968 року)
- Міністр праці та соціальних питань: Міхал Штанцель (з 30 квітня 1968 року)
- Міністр - голова Державної комісії з питань технологій: Мілослав Грушкович (до 30 квітня 1968 року)
- Міністр технологій: Мілослав Грушкович (з 30 квітня 1968 року)
- Міністр охорони здоров'я: Владислав Влчек (ČSL)
- Міністр – голова Державної планової комісії: Франтішек Власак (до 30 квітня 1968 року)
- Міністр національного економічного планування: Франтішек Власак (з 30 квітня 1968 року)
- Міністр без портфеля: Вацлав Гуля (до 30 квітня 1968 року)
- Міністр – голова Державної служби цін: Вацлав Гуля (з 30 квітня 1968 року)
- Міністр - голова Центральної енергетичної адміністрації: Йозеф Корчак